# Глухино (Московская область)
Глухино — деревня в Клинском районе Московской области, в составе Воздвиженского сельского поселению. Население — 27 чел. (2010). До 2006 года Глухино входило в состав Воздвиженского сельского округа.
Деревня расположена в северо-западной части района, у границы с Тверской областью, примерно в 32 км к западу от райцентра Клин, на правом берегу реки Яузы, высота центра над уровнем моря — 136 м. Ближайшие населённые пункты — Степанцево на юго-востоке и Свистуново на юге.

## Население
| 2002 | 2006 | 2010 |
| ---- | ---- | ---- |
| 18   | ↘15  | ↗27  |